# タイニー・カーン
タイニー・カーン（Tiny Kahn、1923年 - 1953年8月19日）は、ジャズ・ドラマー、編曲家、作曲家。
アメリカ合衆国ニューヨーク生まれ。カーンは15歳でドラムを始めた。ボイド・レーバン（1948年）、ジョージー・オールド、チャビー・ジャクソン、チャーリー・バーネット（1949年）と共演し、エリオット・ローレンス（1952年–1953年）の下でドラムとヴィブラフォンを演奏した。また、レッド・ロドニー、サージ・チャロフ、レスター・ヤング、アル・コーン、スタン・ゲッツらと共演し、録音を行った。
編曲家として、自身も演奏に関わった多くのアンサンブルと仕事し、ウディ・ハーマンやエリオット・ローレンスの編曲も行った。「Tiny's Blues」や「Father Knickerbopper」、その他の曲の中で作曲を行っている。カーンがレコーディング・セッションを主導したことはない。彼はマサチューセッツ州エドガータウンにて、30歳のときに心臓発作で亡くなった。

## ディスコグラフィ

### 参加アルバム
- サージ・チャロフ : The Complete Small Group Bop Sessions (1999年、Jazz Factory)
- アル・コーン : 『コーンズ・トーンズ』 - Al Cohn's Tones (1956年、Savoy)
- スタン・ゲッツ : The Complete Roost Recordings (1997年、Blue Note)
- アル・ヘイグ : Meets the Master Saxes Vol. Three (1980年、Spotlite)
- ビル・ハリス : 『ビル・ハリス・ハード』 - Bill Harris Herd (1956年、Norgran)
- J・J・ジョンソン & カイ・ウィンディング : 『ジェイ・アンド・カイ』 - Jay & Kai (1955年、Savoy)
- ボイド・レーバン : On the Air Vol. 2 (1974年、Hep)
- レスター・ヤング : The Aladdin Sessions (1975年、Blue Note)